# Lovitura de stat din Argentina din 1930
Lovitura de stat din Argentina din 1930, cunoscută și sub numele de Revoluția din Septembrie de către suporterii acesteia, a implicat răsturnarea guvernului argentinian al lui Hipólito Yrigoyen de către forțele loiale generalului José Félix Uriburu. Lovitura a avut loc la 6 septembrie 1930, când Uriburu a condus un mic detașament de trupe loiale lui în capitală, fără a se confrunta cu nici o opoziție substanțială și preluând controlul asupra Casei Rosada. Numeroase mulțimi s-au adunat în Buenos Aires în sprijinul loviturii de stat. Forțele lui Uriburu au preluat controlul asupra capitalei și i-au arestat pe suporterii Unión Cívica Radical. Nu au existat victime ale loviturii de stat.
Lovitura lui Uriburu a fost susținută de Nacionalistas.  Uriburu însuși făcea parte din Liga Patriotică Argentiniană Nacionalista și avea sprijinul unui număr de ofițeri militari din Nacionalista. Planurile acestora pentru o astfel de lovitură de stat au apărut încă din 1927, când politicianul Juan Carulla l-a abordat pe Uriburu pentru susținerea unei lovituri de stat pentru a încorpora o versiune argentiniană a Cartei muncii fasciste din Italia. Odată cu debutul Marii crize economice din 1929, care a afectat Argentina, Yrigoyen și-a pierdut sprijinul politic, a restrâns serviciile guvernamentale care au dus la accelerarea șomajului.
În urma loviturii de stat, au avut loc schimbări majore în politica și guvernul argentinian, Uriburu interzicând partidele politice, suspendând alegerile și suspendând Constituția din 1853. Uriburu a propus ca Argentina să fie reorganizată conform ideologiilor corporatistă și fascistă.
Viitorul președinte argentinian Juan Perón a luat parte la lovitura de stat pe partea Uriburu.